# Tarek Salman
Tarek Salman Suleiman Odeh (arabisch طارق سلمان سليمان عودة, DMG Ṭāriq Salmān Sulaimān ʿAuda; * 5. Dezember 1997 in Doha) ist ein katarischer Fußballspieler, der seit Juli 2018 beim Erstligisten al-Sadd SC unter Vertrag steht. Der Innenverteidiger ist seit August 2017 katarischer Nationalspieler.

## Karriere

### Verein
Der in der katarischen Hauptstadt Doha geborene Tarek Salman begann seine fußballerische Ausbildung beim al-Wakrah SC. Dort war er noch als Stürmer aktiv, kurz nach seinem Wechsel in die Aspire Academy im Jahr 2008, wurde er jedoch in die Innenverteidigung zurückgezogen. In seiner Jugendzeit spielte er anschließend beim Lekhwiya SC und außerdem trainierte er zwischenzeitlich in den Akademien von Real Sociedad und Deportivo Alavés. Bei Lekhwiya wurde er im September 2015 erstmals in die erste Mannschaft beordert. Beim 2:2-Unentschieden gegen den al-Hilal SFC in der AFC Champions League bestritt er sein Debüt im Erwachsenenfußball, wurde aber bereits in der 65. Spielminute für Vladimír Weiss ausgewechselt.
Im November 2016 wechselte Salman zum Drittligisten Cultural Leonesa. Dort war in der Saison 2016/17 zwar 14 Mal im Spieltagskader, wurde jedoch nie berücksichtigt. Zur nächsten Spielzeit wechselte er auf Leihbasis zum Viertligisten Atlético Astorga, für die er in der Hinrunde aber nur zwei Ligaspiele absolvierte. In der Januartransferphase wurde er deshalb wieder zurückbeordert und verbrachte die in der Reservemannschaft Júpiter Leonés, für die er in 10 Ligapartien zum Einsatz kam.
Am 13. Juli 2018 wurde Salman für die gesamte Saison 2018/19 zum katarischen Erstligisten al-Sadd SC ausgeliehen. Am 22. September 2018 (6. Spieltag) debütierte er beim 5:0-Heimsieg gegen den al-Rayyan SC in der höchsten katarischen Spielklasse. Er etablierte sich rasch als Stammkraft, absolvierte 15 Ligaspiele und gewann mit dem Verein die Meisterschaft. In der nächsten Spielzeit 2019/20 kam er auf 16 Ligaeinsätze.

### Nationalmannschaft
Bei der U-20-Weltmeisterschaft 2015 in Neuseeland absolvierte Tarek Salman ein Spiel, schied mit der katarischen U20-Nationalmannschaft aber bereits in der Gruppenphase aus.
Mit der U23 errang er bei der U23-Asienmeisterschaft 2018 in China den dritten Platz, wobei er in allen sechs Spielen zum Einsatz kam. Bei den Asienspielen 2018 schied er mit Katar bereits in der Vorrunde aus. Dasselbe Schicksal blühte ihm mit der Mannschaft bei der U23-Asienmeisterschaft 2020 in Thailand.
Am 23. August 2017 gab Salman beim 2:1-Testspielsieg gegen Turkmenistan sein Debüt in der katarischen Nationalmannschaft. Seit 2018 ist er Stammkraft in der Innenverteidigung. Anfang 2019 nahm er mit dieser Auswahl an der Asienmeisterschaft in den Vereinigten Arabischen Emiraten teil. Beim Turnier stand er in allen sieben Spielen über die volle Distanz auf dem Platz, sowie auch beim 3:1-Finalsieg gegen Japan. Im Juni desselben Jahres war er auch bei der Copa América 2019 in Brasilien in der Verteidigung des Golfstaates gesetzt.

## Erfolge

### Verein
al-Sadd SC
- Qatar Stars League: 2018/19
- Emir of Qatar Cup: 2019
- Qatari Sheikh Jassim Cup: 2019
- Qatari Stars Cup: 2019/20

### Nationalmannschaft
- Asienmeisterschaft: 2019